# Orliénas
Orliénas és un municipi francès situat al departament del Roine i a la regió d'Alvèrnia-Roine-Alps. L'any 2007 tenia 2.182 habitants.

## Demografia

### Població
El 2007 la població de fet d'Orliénas era de 2.182 persones. Hi havia 784 famílies de les quals 144 eren unipersonals (76 homes vivint sols i 68 dones vivint soles), 244 parelles sense fills, 360 parelles amb fills i 36 famílies monoparentals amb fills.
La població ha evolucionat segons el següent gràfic:
Habitants censats

### Habitatges
El 2007 hi havia 861 habitatges, 808 eren l'habitatge principal de la família, 24 eren segones residències i 29 estaven desocupats. 730 eren cases i 120 eren apartaments. Dels 808 habitatges principals, 633 estaven ocupats pels seus propietaris, 155 estaven llogats i ocupats pels llogaters i 20 estaven cedits a títol gratuït; 16 tenien una cambra, 35 en tenien dues, 91 en tenien tres, 204 en tenien quatre i 462 en tenien cinc o més. 648 habitatges disposaven pel capbaix d'una plaça de pàrquing. A 292 habitatges hi havia un automòbil i a 492 n'hi havia dos o més.

### Piràmide de població
La piràmide de població per edats i sexe el 2009 era:
| Homes | Edats   | Dones |
| ----- | ------- | ----- |
| 0     | 95 o +  | 0     |
| 0     | 90 a 94 | 0     |
| 4     | 85 a 89 | 4     |
| 8     | 80 a 84 | 8     |
| 24    | 75 a 79 | 28    |
| 28    | 70 a 74 | 40    |
| 16    | 65 a 69 | 28    |
| 40    | 60 a 64 | 40    |
| 84    | 55 a 59 | 40    |
| 108   | 50 a 54 | 108   |
| 48    | 45 a 49 | 64    |
| 56    | 40 a 44 | 84    |
| 112   | 35 a 39 | 80    |
| 76    | 30 a 34 | 88    |
| 80    | 25 a 29 | 52    |
| 56    | 20 a 24 | 60    |
| 36    | 15 a 19 | 68    |
| 52    | 10 a 14 | 60    |
| 92    | 5 a 9   | 60    |
| 80    | 0 a 4   | 72    |

## Economia
El 2007 la població en edat de treballar era de 1.437 persones, 1.094 eren actives i 343 eren inactives. De les 1.094 persones actives 1.046 estaven ocupades (545 homes i 501 dones) i 48 estaven aturades (20 homes i 28 dones). De les 343 persones inactives 124 estaven jubilades, 137 estaven estudiant i 82 estaven classificades com a «altres inactius».

### Ingressos
El 2009 a Orliénas hi havia 795 unitats fiscals que integraven 2.234,5 persones, la mediana anual d'ingressos fiscals per persona era de 24.372 €.

### Activitats econòmiques
Dels 121 establiments que hi havia el 2007, 1 era d'una empresa alimentària, 1 d'una empresa de fabricació de material elèctric, 4 d'empreses de fabricació d'altres productes industrials, 24 d'empreses de construcció, 22 d'empreses de comerç i reparació d'automòbils, 6 d'empreses de transport, 6 d'empreses d'hostatgeria i restauració, 4 d'empreses d'informació i comunicació, 2 d'empreses financeres, 9 d'empreses immobiliàries, 24 d'empreses de serveis, 13 d'entitats de l'administració pública i 5 d'empreses classificades com a «altres activitats de serveis».
Dels 31 establiments de servei als particulars que hi havia el 2009, 1 era una oficina de correu, 1 taller de reparació d'automòbils i de material agrícola, 5 paletes, 2 guixaires pintors, 6 fusteries, 3 lampisteries, 3 electricistes, 2 perruqueries, 3 restaurants, 3 agències immobiliàries i 2 salons de bellesa.
Dels 3 establiments comercials que hi havia el 2009, 1 era una botiga de menys de 120 m², 1 una fleca i 1 una botiga d'equipament de la llar.
L'any 2000 a Orliénas hi havia 26 explotacions agrícoles que ocupaven un total de 480 hectàrees.

## Equipaments sanitaris i escolars
L'únic equipament sanitari que hi havia el 2009 era una farmàcia.
El 2009 hi havia 1 escola maternal i 1 escola elemental.

## Poblacions més properes
El següent diagrama mostra les poblacions més properes.